# Międzynarodowa Izba Handlowa
Międzynarodowa Izba Handlu (ang. International Chamber of Commerce) – organizacja pozarządowa przedsiębiorstw i izb przemysłowo-handlowych zajmująca się ustalaniem reguł dotyczących międzynarodowych transakcji handlowych oraz międzynarodowym arbitrażem gospodarczym. 
Zasady stworzone przez Izbę:
- arbitrażu gospodarczego – Międzynarodowy Sąd Arbitrażowy
- handlowe – międzynarodowe Incoterms, Combiterms (z FIATA)
- obsługi akredytyw dokumentowych – UCP 600[2]
- obsługi inkasa bankowego – URC 522
- obsługi rembursów międzybankowych – URR 525.

W ponad 90 krajach powołano komitety narodowe ICC; 21 marca 2000 w Polsce – ICC Polska.